# Udeoides bonakandaiensis
Udeoides bonakandaiensis là một loài bướm đêm trong họ Crambidae.